# Pro 18: World Tour Golf
Pro 18: World Tour Golf est un jeu vidéo de golf développé par Intelligent Games, sorti en 1999 sur PlayStation et Windows.